# 大阪府立勝山高等学校
大阪府立勝山高等学校（おおさかふりつ かつやまこうとうがっこう）は、大阪府大阪市生野区にあった公立高等学校。

## 概要
全日制課程普通科を設置していた。1922年に創立した旧制大阪府立生野高等女学校を前身として、1948年の学制改革により大阪府立勝山高等学校となった。かつては生野区勝山にあったが、1966年に巽に移転している。
かつては定時制課程を併設していたこともあったが、大阪府の高等学校再編方針により1998年度に閉課程となった。
「嫩葉（わかば）体操」なる独特の体操を生むなど、創立以来体育教育が盛んである。
1980年代初頭までは文系・理系のクラス分けはせず3年生の選択科目で対応していたが、1983年度より3年生について文系・理系のクラス分けを実施した。さらに1989年には英語科と数学科について習熟度別学習を導入し、1991年にはコース制を導入した。コース制は導入当時、大阪府立の普通科高等学校ではきわめて珍しい取り組みだった。さらに2010年代には、1年生での学校独自の取り組みを含めた35人学級の導入、英語や数学での20人前後の少人数指導などの取り組みを実施している。2013年度以降は、グループ学習や「コの字形座席配置」などを取り入れた「協同的な学び」による授業改善を図っている。
同窓会は「嫩葉（わかば）会」と称する。

## 沿革

### 高等女学校
文部省告示第347号により、大阪府立第十二高等女学校の開校が1922年3月17日に告示された。同年4月1日に大阪府立泉尾高等女学校（現在の大阪府立大正白稜高等学校の場所）を仮校舎として開校した。
当時体育教育は一般的にはあまり重視されていなかったが、初代校長は体力作りや健康を重視し、体操や乾布摩擦を奨励した。正課の体操の授業のほか家庭でも体操を奨励し、「家庭体操」なる独特の体操を作った。家庭体操は1936年以降「嫩葉体操」と呼ばれるようになった。
開校1年後の1923年4月1日付で大阪府立生野高等女学校と改称し、同年12月に東成郡生野村大字国分（現在の大阪市生野区勝山南3丁目）に移転した。学校名については、学校側は当初、近隣の史跡・御勝山（おかちやま）古墳からとった「御勝山高等女学校」を希望した。しかし大阪府は「局地的な地名を校名につけることは好ましくない」として学校側の案を受け入れなかったため、生野村からとった生野高等女学校となった。
戦前は宗教講話も行われ、僧侶で大谷女子専門学校教授の左藤義詮（戦後大阪府知事）やキリスト教牧師、生國魂神社宮司などが講演を行っている。
1934年9月21日の室戸台風では校舎が一部損壊したものの、校内での死傷者はなかった。近隣のプール女学校（現在のプール学院中学校・高等学校）で校舎が倒壊したことを受けて、救援活動やプール女学校生徒の避難を受け入れるなどしている。
太平洋戦争の戦局悪化により1944年には3年生以上の勤労動員が始まり、泉南郡田尻村（現在の田尻町）の大阪機工吉見の里工場、中河内郡加美村（現在の大阪市平野区加美）の早川電機、大阪市西成区津守の大日本紡績津守工場などへの動員が実施された。1945年の大阪大空襲では校舎への被害は免れている。

### 学制改革
学制改革により、1948年に大阪府立勝山高等学校が発足した。校名については当時の学校所在地周辺の地名からとられている。新制高校の校名には「御勝山」と「勝山」が候補に挙がったが、勝山の名称でまとまった。勝山では同名の学校が岡山県と福井県にあるという指摘もされたが、いずれも遠方で混同などの恐れもなく問題ないとされた。
近隣の生野区東生野町（現在の生野区生野東4丁目）にあった大阪府立生野高等学校（旧制大阪府立生野中学校）と男女生徒および教職員を交流し、男女共学となった。交流対象者は生徒の住所で決められた。
直後の同年5月には、GHQの指令により生野高等学校は新制中学校に校舎を転用することになり、勝山高等学校内に移転して2校同居することになった。生野高等学校は1951年3月に元の生野校舎に戻っている。また同年3月から9月にかけて、大阪市立生野中学校が勝山高等学校内の8教室を借用して分校としたこともあった。

### 巽への移転
交通量の増加により、1960年代初頭には学校北側を走る勝山通の騒音公害が目立つようになった。また他校と比較して運動場が狭く、当時の全日制普通科府立高校で運動場面積が一番狭かったことも判明した。
学校側は隣接地の民家を買収して校地拡張することを検討し、大阪府に陳情した。しかし大阪府側は学校移転を打診した。学校側が地元住民の意見を聴いたところ、「移転する場合は生野区内での移転を希望する」という声が多かったことから、生野区内で移転先を探すことにし、生野区巽矢柄町（現在地）を移転先として選定した。
一方、「勝山通から離れた校地南側に中層の新校舎を建て替えることで騒音の軽減になり、また運動場拡張にもなる」「巽はバスしか交通手段がないから通学が不便になる」として勝山での建て替えを希望する意見もあった。しかし「（学校移転前後の）1965年前後に地下鉄が巽まで延伸する」と当時見込まれていたことなどから、巽への移転が決まった。
1962年に巽の新敷地の買収が完了した。この間に大阪府知事選挙があった関係で校舎建設予算は1963年度9月補正予算を待たねばならず、1965年1月より新校舎建設工事が開始された。1966年2月に第1期工事が完了し、同年3月下旬に移転作業を実施した。1966年4月より現在地での教育活動を開始した。
移転当初、バスが唯一の公共交通手段だったため、満員でバスに乗れずに遅刻する生徒が目立った。また通勤困難を理由に他校への転勤希望を出す教職員も増加した。学校やPTAは当時、バスの増発を陳情している。
巽の新校舎は1学年8学級規模で設計された。しかし1970年代・1980年代の高校生急増期への対策として、特別教室の普通教室への転用などで1学年12学級の受け入れが可能となるように改造された。

### 統廃合・閉校へ
2010年代には、「学びの共同体」として『コの字型学習』を導入するとりくみ、周辺地域の清掃活動や挨拶運動、小学校・幼稚園との交流、ヤギの飼育（期間限定で試行）など、学校教育活動への工夫がおこなわれた。
一方で同校は大阪府教育委員会の方針により、再編計画の対象校となった。
大阪府教育委員会は2018年8月30日の教育委員会会議で、府立と大阪市立の昼間部のある高等学校について2023年度までに8校減らして計141校にする再編計画案を了承した。さらなる少子高齢化の影響で、府内の公立中学校の卒業生が2019年度の約7万人から2023年度には約3千人減る見通しを受けたものとなっている。
勝山高等学校も再編対象校として選定された。2019年度入学者を最後に生徒募集を停止し、2022年3月31日付で閉校した。
2020年度から、大阪府立桃谷高等学校の多部制単位制であるⅠ部・Ⅱ部が勝山高等学校校地に移転統合する形で大阪府立大阪わかば高等学校を開設した。

### 定時制
定時制は1952年に開設された。1991年には、通信制高校との併修により3年で卒業できる制度を導入している。
しかし大阪府教育委員会は1995年7月12日に突然、「高校改革のための統廃合が必要」などとして、勝山・市岡・今宮・守口・佐野・高津の6府立高校の定時制を廃止する方針を発表した。
勝山高校の教職員や生徒・卒業生らは廃止反対運動を起こした。廃校反対運動は、他の対象校となった学校関係者と「定時制存続6校連絡会」を結成するなど、6校の関係者が協力しながら行われた。
勝山高校定時制閉課程反対の署名は学校周辺などで行われ、最終的には7万8000人以上の署名が集まった。しかし大阪府教育委員会は1995年11月8日の教育委員会会議で、勝山高校定時制を含む6校定時制について、1996年度以降の募集停止を正式決定した。
廃校反対運動の関係者は行政不服審査法に基づき異議申し立てを行ったが、「不当な処分に該当しない」として異議申し立ては却下されている。
定時制は1996年度以降募集停止となり、最終学年が卒業した1999年3月をもって閉課程となっている。同時期に新設された大阪府立桃谷高等学校定時制課程が、勝山・高津両校の定時制課程の事実上の後継として位置づけられている。

## 年表
- 1922年4月1日 - 大阪府立第十二高等女学校として開校。
- 1923年4月1日 - 大阪府立生野高等女学校と改称。
- 1923年12月 - 東成郡生野村大字国分に移転。
- 1948年 - 学制改革により大阪府立勝山高等学校が発足、大阪府立生野高等学校から教員と男子生徒を迎え男女共学を実施。
- 1952年 - 定時制課程を設置。
- 1966年4月1日 - 生野区巽矢柄町（現在地）に移転。
- 1995年 - 制服をブレザースタイルに変更。
- 1996年 - 定時制課程を募集停止。
- 1999年3月31日 - 定時制課程を閉課程。
- 2019年 - 生徒募集停止
- 2020年 - 大阪府立桃谷高等学校の多部制単位制であるⅠ部・Ⅱ部が勝山高等学校校地に移転統合し、大阪府立大阪わかば高等学校開校。
- 2022年3月4日 - 閉校式を実施。
- 2022年3月31日 - 閉校。

## 部活動
戦前は硬式テニス部が2度全国制覇。バスケットボール部も全国大会に出場した。野球部は1980年ごろ強豪私学と互角の戦いをし、「公立の雄」ともてはやされたが、甲子園出場はならなかった。80年前半にはサッカー部も近畿大会に出場しており公立校では常に上位に位置していた。
高校としては珍しく相撲部（2007年創部）があり、校内に府立高等学校で唯一の土俵もある。2017年には、大相撲の元関脇若の里の西岩親方が勝山高校で記者会見し、同校3年で相撲部主将が初の内弟子として田子ノ浦部屋に入門することを発表している。また高校としては珍しい女子サッカー部（2008年創部）もある。
書道部が書写技能検定で毛筆・硬筆ともに2級を習得するなどの実績があり、大阪府高等学校芸術文化祭 書道部門にて「奨励賞」を受賞。全日本高等学校書道コンクールで全日本高等学校書道教育研究会賞を受賞するなどした。

## 出身者
- 佐久間一 - 海上自衛官。第18代海上幕僚長、第19代統合幕僚会議議長。
- 中山正暉 - 元衆議院議員・建設大臣（生野高校から交流転入）
- 河野孝子 - 元衆議院議員
- 片山光男 - フリー・アナウンサー
- 笑福亭仁智 - 落語家
- 高本昇一 - プロ野球・大洋ホエールズ投手
- 久本雅美 - タレント
- 金秀吉 - 映画監督
- 山縣慎司 - 元フジテレビプロデューサー、ディレクター
- 若井りき・ゆうき - 漫才師
- 影山依子 - 元女優
- 吉見純麿 - 元俳優

## 交通
- Osaka Metro千日前線 北巽駅より約600ｍ
- JR西日本 おおさか東線 JR長瀬駅より約1.3kｍ